# 秋山正親
秋山 正親（あきやま まさちか、1916年（大正5年）2月29日 - 1985年（昭和60年）1月6日）は、昭和時代の政治家。愛媛県北条市長（2期）。

## 経歴
愛媛県温泉郡北条町（北条市を経て現松山市）出身。松山北予中学校卒業。1937年（昭和12年）愛媛県庁に入る。民生、企画の各部長、出納長を歴任する。1978年（昭和53年）3月県庁を退職。退職後は愛媛相互銀行（現・愛媛銀行）監査役、愛媛県人事委員会委員となった。同年11月北条市長に当選。2期務めるが、2期目の1984年（昭和59年）9月病気のため市長を辞職。翌1985年（昭和60年）1月に死去した。